# Louis Hémon
Louis Hémon, född den 12 oktober 1880, död den 8 juli 1913, var en fransk författare.
Hémon föddes i Brest, och begav sig efter några års vistelse i Storbritannien till Kanada för att studera lant- och skogsarbetarnas liv samt tog plats hos en farmare i Péribonka. Efter 2 års vistelse i Kanada överkördes han och dödades av ett tåg vid Chapleau i Ontario. I Le Temps skildrade Hémon sina intryck av de kanadensiska pionjärernas hårda liv, 1916 utgivna i bokform i Kanada som roman: Maria Chapdelaine, récit du Canada français. Svensk uppslagsbok beskriver romanen som "mäktigt gripande, enkel och sober i framställningen av den kvinnliga huvudfiguren", och den uppnådde, när den 1921 utgavs i Frankrike, stor ryktbarhet. Senare utgavs hans efterlämnade skrifter: La Belle que voilà (1923), Colin-maillard (1924) och Battling-Malone, pugiliste (1926).